# Hans Christian Müller (Architekt, 1921)
Hans Christian Müller (* 26. November 1921 in Berlin; † 9. August 2010 in Itzehoe) war ein deutscher Architekt und Stadtplaner.

## Leben
Nach seinem im Jahr 1950 abgeschlossenen Studium an der Berliner Hochschule der Künste war er zunächst bis 1967 als selbständiger Architekt in Berlin in Gemeinschaft mit Georg Heinrichs tätig. Von 1967 bis 1982 hatte er im damaligen West-Berlin das Amt des Senatsbaudirektors inne. Auf seine Initiative hin bekam der noch kaum bekannte Architekt Jürgen Sawade den Auftrag zum Bau des Pallasseums in Berlin-Schöneberg.
In seiner Amtszeit initiierte er 1977 die Internationale Bauausstellung Berlin (IBA), die für das Jahr 1984 vorgesehen war. In den 1970er Jahren nahm zwar die Kritik an der Flächensanierung zu, die ohne Rücksicht auf bestehende Baustrukturen Raum für Neubau schuf, doch waren auch differenziertere Konzepte noch mit einem nahezu kompletten Abriss der vorhandenen Bausubstanz verbunden. So förderte Müller auch die Berufung des Neubau-Architekten Josef Paul Kleihues zum IBA-Geschäftsführer.
Müller war Mitglied der Berliner Akademie der Künste.

## Bauten und ausgeführte Planungen (Auswahl)

### In Gemeinschaft mit Georg Heinrichs (bis 1967)

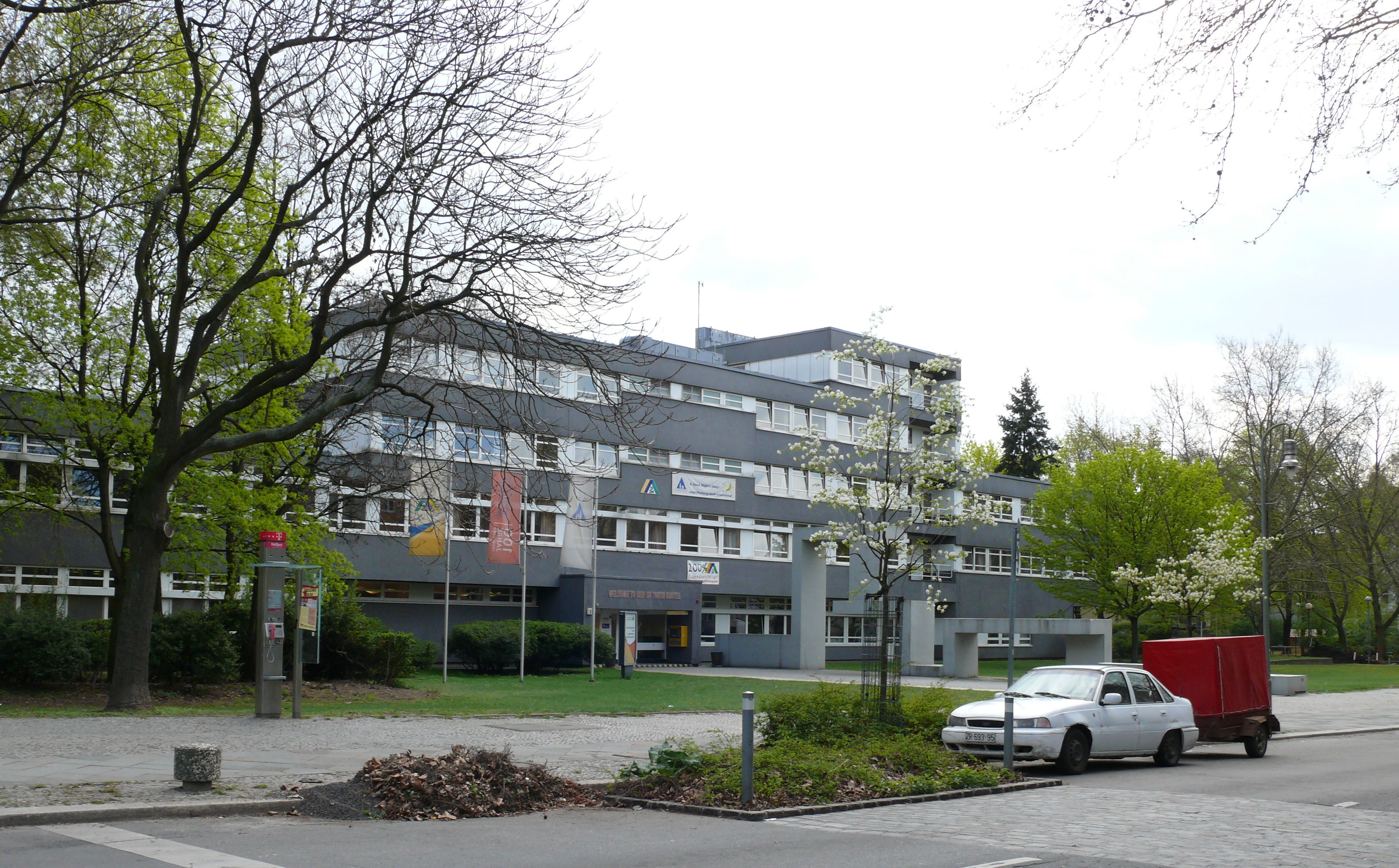
Jugendgästehaus Kluckstraße

- 1950[1]–1955, 1959, 1967: Internationales Studentenheim in Berlin-Eichkamp[2]
- zwischen 1957 und 1967: fünf Gemeindehäuser, eine Kindertagesstätte und eine Kirche in Berlin[2]
- 1959–1981: Fabrikgebäude des Büroartikel-Herstellers Leitz in Berlin-Lichtenrade[2]
- 1961–1962, 1964–1967: Jugendgästehaus an der Kluckstraße in Berlin-Tiergarten[3]
- 1961–1964: Studentenwohnheim und Gemeindehaus in Berlin-Dahlem, Gelfertstraße 45 / Kehler Weg 4 (unter Denkmalschutz)[4]
- 1960–1968: Wohnbebauung Röpraredder in Hamburg-Lohbrügge
- 1960–1963: Städtebauliche Planung für das Märkische Viertel in Berlin (mit Georg Heinrichs und Werner Düttmann)[5]
- 1961–1963: Gemeindehaus St. Johannis in Berlin-Tiergarten[6]
- 1961–1964: Friedhofskapelle St. Johannis in Berlin-Wedding[7]
- 1962: Gemeindehaus der Friedenskirche in Berlin-Wedding, Wolliner Straße[6]
- 1962–1982: Fabrikgebäude Leitz in Uelzen[2]
- 1962–1970: Fabrikgebäude Leitz in Stuttgart[2]
- 1962–1963: Gemeindehaus der Passionskirche in Berlin-Kreuzberg, Zossener Straße (1999 abgebrochen)[6]
- 1964–1968: Wohnanlage Opernviertel-Nord in Berlin-Charlottenburg[2]
- 1964–1969: Wohnhausgruppen 911, 912 und 922 im Märkischen Viertel[2]
- 1964–1970: Evangelisches Konsistorium im Hansaviertel in Berlin-Tiergarten, Bachstraße 1/2 (2011 abgebrochen)[2]
- 1965–1969: Wohn- und Geschäftshaus Zum Alten Fritz in Berlin-Kreuzberg, Lindenstraße 76/77[2]

### In alleiniger Urheberschaft oder anderen Projektgemeinschaften
- 1954–1956: Wohnanlage Klopstockstraße 7–11 (Interbau-Objekt Nr. 4) in Berlin-Hansaviertel[8]
- 1958: Gemeindehaus Cornelius in Berlin-Wedding, Edinburger Straße[6]
- 1961: Gemeindehaus Stegweg in Berlin-Reinickendorf[6]
- 1963–1964: Gemeindehaus der Evangeliums-Kirchengemeinde in Berlin-Reinickendorf[6]
- 1975: Korneliuskirche in Berlin-Wedding
- 1979: Kindertagesstätte der Arbeiterwohlfahrt in Berlin-Kladow, Mascha-Kaleko-Weg 3
- 1982–1990: Revitalisierung des Stadtzentrums in Luckenwalde
- 1983–1984: IBA-Wohnbebauung an der Köthener Straße in Berlin-Kreuzberg (mit Moritz Müller)
- 1983–1986: Wohnbebauung an der Bachstraße in Berlin-Hansaviertel (mit Moritz Müller)[9]
- 1984: Wohnhaus Prinzenallee 28 in Berlin-Wedding
- 1984–1986: Wohnbebauung Passauer Straße 34–35 in Berlin-Schöneberg[10]
- 1984–1987: Hotel Delta (Hotel garni) in Berlin-Tiergarten, Pohlstraße 58[11]
- 1993–1995: Wohnhof an der Weichselstraße in Berlin-Neukölln[9]

## Auszeichnungen und Preise
- 1957: Berliner Kunstpreis – Preis der Jungen Generation
- 1968: Paul-Bonatz-Preis (mit Georg Heinrichs)
- 1997: Landespreis Brandenburg